# Lepilemur aeeclis
Lepilemur aeeclis (Лепілемур аекліський) — вид приматів родини лепілемурових (Lepilemuridae). Вид назвали на честь Association Européenne pour l'Etude et la Conservation des Lémuriens (A.E.E.C.L.), яка дванадцять років підтримує дослідницьку команду, що відкрила вид.

## Зовнішній вигляд
Вони досягають довжини тіла 21—23 см, хвіст від 23 до 27 сантиметрів. Вага коливається між 0,7 і 1,0 кг. Їхня шерсть на спині сіро-коричнева, плечі й руки червонуваті, в той час як голова й задні кінцівки сірі. Живіт світло-сірий. Забарвлення хвоста може варіюватися від коричневого до сірого. Над великими очима починаються дві темні лінії, які зустрічаються на вершині й стають поздовжньою спинною смугою, яка поступово тоншає на задній частині спини.

## Поширення
Знайдено в західному Мадагаскарі. Цей вид житель сухих листяних лісів.

## Поведінка
Це нічний, деревний вид. Імовірно, в основному листоїдний та поодинокий.

## Загрози
Цей вид перебуває під загрозою втрати й деградації середовища проживання через зсув сільського господарства. Не відомий з будь-яких охоронних територій, але знаходиться в англ. Anjahamana Classified Forest, Antrema Classified Forest.